# Марија Тешлер
Марија Тешлер-Никола (24. октобар 1950, Егенбург) аустријски је  антрополог, етнолог и хумани биолог  који се бави истраживањем племенске историје људи, посебно развојем и падом древних  зајеница  човека. Након евалуације људских скелета са историјских и праисторијских гробља Марији Тешлер Николи је објавила бројна научна истраживања  о условима живота, навикама, болестима и друштвеним питањима наших предака почев од каменог доба.

## Живот и каријера
Рођена је 1950. године Егенбургу, граду у Аустрији у савезној држави Доња Аустрија у округу Хорн. Студирала је хуману биологију, антропологију и медицину на Универзитету у Бечу од 1971. до 1976. године. Потом је докторирала из области хумане биологије.
У периоду од 1970.  до 1972. године радила је као хемијско-технички асистент на Институту за судску медицину Универзитета у Бечу, а  од 1972. до 1976. године као асистент на Институту за биологију човека у Бечу. Од 1976. до 1982. године била је предавач и универзитетски асистент на истом институту.
Од 1982. година била је и кустос соматолошких збирки одељења за антропологију Природњачког музеја у Бечу, да би 1998. године била именована је за директора Одељења за археолошку биологију и антропологију у Природњачком музеју у Бечу.

## Дело
Велики део радова Марије Тешлер-Никола тиче се популационе биологије раног и средњег бронзаног доба. У њима она говори о условима живота, навикама, болестима друштвеној структури наших предака до каменог доба. Методама које је развијала у свом раду, могла је, између осталог, да користи карактеристике скелета као нпр. састав зубне глеђи, обим круне зуба и генетски састав, на основу којих је реконструисала традицијау сукцесије у неолитском периоду, миграције и геноцида и да поуздано дијагностикује болести као што су туберкулоза, остеопороза и остеомалација.
Анализом историјског скелетног материјала успела је да докаже први случај лепре у раносредњовековној Аустрија. Људске мошти које је прегледала из пећине Младеч  – старе 31.000 година, други је најстарији налаз Хомо сапијенса у Европи.
Марија Тешлер-Никола је објавила више од 120 оригиналних чланака, уџбеника и школских уџбеника, као и 140 предавања и постер презентација на националним и међународним конвенцијама.
Водила је велики број интердисциплинарних истраживачких пројеката.

## Награде и признања
- 1993. Вениа Легенди за људску биологију
- 2000. Одлуком председника Савеза именована је за „ванредног универзитетског професора“
- 2005. Сребрна медаља за заслуге у држави Беч
- 2010. Награда за науку државе Доња Аустрија
- 2013. Награда града Беча за јавно образовање
- 2014. Члан Леополдина